# 一郷村
一郷村（いちごうむら）は、かつて山形県飽海郡にあった村。

## 沿革
- 1889年（明治22年）4月1日 - 町村制施行に伴い飽海郡豊岡村、小松村、小原田村（一部）が合併し、一郷村が発足。
- 1890年（明治23年）10月16日 - 飽海郡蕨岡村に編入され消滅。